# Kvarcit
Kvarcit je masivna metamorfna stijena koja nastaje metamorfozom kvarcnog pješčenjaka. Metamorfoza pješčenjaka u kvarcit događa se zbog velikog pritiska i temperature. Takvi termodinamički uvjeti vezani su za tektonsku kompresiju u orogenim pojasevima. Čist kvarcit je obično bijel do svjetlosiv, iako se može javiti i u različitim nijansama ružičaste i crvene boje, koje potiču od od oksida željeza. Druge boje (žuta, narančasta) se mogu javiti, ako su prisutne manje količine drugih elemenata.
Ortokvarcit je vrlo čist kvarcni pješčenjak, izgrađen uglavnom od dobro obrađenih zrna kvarca, povezanih silikatnim vezivom. Ortokvarcit obično sadrži oko 99% silicijevog dioksida, vrlo male količine oksida željeza i tragove rezistentnih minerala, kao što su: cirkon, rutil i magnetit. Iako može sadržati fosile, u ovoj stijeni je sačuvana originalna tekstura i sedimentna struktura.
Kvarcit je vrlo otporan na eroziju, pa zbog toga vrlo često izgrađuje grebene i vrhove. Vrlo mali sadržaj silicija ovom mineralu dovodi do toga da se eluvijacijom formira vrlo mala količina rastresitog pokrivača. Iz tog razloga su mase kvarcita pokrivene vrlo tankim slojem rastresitog pokrivača (eluvijuma) i vrlo malom količinom vegetacije.